# Philypnodon
Philypnodon is een geslacht van straalvinnige vissen uit de familie van de slaapgrondels (Eleotridae).

## Soorten
- Philypnodon macrostomus Hoese & Reader, 2006
- Philypnodon grandiceps (Krefft, 1864)